# Evan Bouchard
Evan Bouchard (* 20. Oktober 1999 in Oakville, Ontario) ist ein kanadischer Eishockeyspieler, der seit Juli 2018 bei den Edmonton Oilers in der National Hockey League unter Vertrag steht und für diese auf der Position des Verteidigers spielt.

## Karriere
Evan Bouchard wurde in Oakville geboren und spielte dort in seiner Jugend unter anderem für die Oakville Raiders und Oakville Blades in regionalen Nachwuchsligen. Zur Saison 2015/16 wechselte er zu den London Knights in die Ontario Hockey League (OHL), die ranghöchste Juniorenliga seiner Heimatprovinz. Bereits als Rookie gewann er mit den Knights die OHL-Playoffs um den J. Ross Robertson Cup sowie auch den anschließenden Memorial Cup 2016, wobei er bei Letzterem nicht zum Einsatz kam. In den folgenden Jahren steigerte der Abwehrspieler seine persönliche Statistik sukzessive bis auf 87 Scorerpunkte aus 67 Partien in der Spielzeit 2017/18, ab der er seine Mannschaft zudem als Kapitän anführte. In der Folge berücksichtigten ihn die Edmonton Oilers im NHL Entry Draft 2018 an zehnter Position und statteten ihn im Juli 2018 mit einem Einstiegsvertrag aus.
Bereits zu Beginn der Saison 2018/19 gab Bouchard sein Debüt für die Oilers in der National Hockey League (NHL), wurde jedoch nach sieben Partien vorerst zurück nach London geschickt. Dort beendete er das Spieljahr abermals mit einem Punkteschnitt von über 1,0 pro Spiel, sodass er nicht nur (wie im Vorjahr) im OHL First All-Star Team Berücksichtigung fand, sondern darüber hinaus auch mit der Max Kaminsky Trophy als bester Abwehrspieler der Liga ausgezeichnet wurde. Das Ende der Spielzeit 2018/19 sowie die gesamte Saison 2019/20 verbrachte er anschließend beim Farmteam der Oilers, den Bakersfield Condors aus der American Hockey League (AHL). Nachdem der Kanadier im Herbst 2021 aufgrund des verspäteten Beginns der NHL-Saison auf Leihbasis bei Södertälje SK in der schwedischen Allsvenskan gespielt hatte, etablierte er sich in Edmontons Aufgebot und kommt dort seither regelmäßig zum Einsatz.
In der Saison 2023/24 steigerte er seine persönliche Offensivstatistik deutlich auf 82 Punkte in 81 Partien, sodass er einen Punkteschnitt von über 1,0 pro Spiel verzeichnete. Ligaweit platzierte er sich damit auf dem vierten Rang unter den Abwehrspielern, während in der Geschichte der Oilers auf seiner Position nur Paul Coffey in den 1980er Jahren höhere Punktwerte verzeichnet hatte. In den folgenden Playoffs 2024 wiederum übertraf er Coffey (25) und stellte mit 26 Torvorlagen einen neuen Franchise-Rekord auf. Seine 32 Scorerpunkte waren zugleich der dritthöchste Wert eines Abwehrspieler in der Playoff-Historie, übertroffen nur von Coffey (37 Punkte in den Playoffs 1985) und Brian Leetch (34 in den Playoffs 1994). Die Oilers erreichten dabei das Endspiel um den Stanley Cup, unterlagen dort allerdings den Florida Panthers mit 3:4. Gleiches geschah am Ende der Playoffs 2025, als Edmonton mit 2:4 an den Panthers scheiterte.

### International
Erste internationale Erfahrungen sammelte Bouchard im Rahmen der World U-17 Hockey Challenge 2015, bei der er mit dem Team Canada White die Goldmedaille gewann und persönlich ins All-Star-Team des Turniers gewählt wurde. Im U18-Bereich folgte anschließend keine Berufung, bevor er die U20-Nationalmannschaft seines Heimatlandes bei der U20-Weltmeisterschaft 2019 vertrat. Dort belegte die kanadische Auswahl allerdings nur den sechsten Platz.

## Erfolge und Auszeichnungen
| - 2016 J.-Ross-Robertson-Cup-Gewinn mit den London Knights - 2016 Memorial-Cup-Gewinn mit den London Knights - 2018 OHL First All-Star Team | - 2019 OHL First All-Star Team - 2019 Max Kaminsky Trophy - 2020 Teilnahme am AHL All-Star Classic |

### International
- 2015 Goldmedaille bei der World U-17 Hockey Challenge
- 2015 All-Star-Team der World U-17 Hockey Challenge

## Karrierestatistik
Stand: Ende der Saison 2024/25

### International
Vertrat Kanada bei:
- World U-17 Hockey Challenge 2015
- U20-Weltmeisterschaft 2019

(Legende zur Spielerstatistik: Sp oder GP = absolvierte Spiele; T oder G = erzielte Tore; V oder A = erzielte Assists; Pkt oder Pts = erzielte Scorerpunkte; SM oder PIM = erhaltene Strafminuten; +/− = Plus/Minus-Bilanz; PP = erzielte Überzahltore; SH = erzielte Unterzahltore; GW = erzielte Siegtore; 1 Play-downs/Relegation; Kursiv: Statistik nicht vollständig)